# OPEN LOOK

X Window Systemグラフィックススタック

OPEN LOOK（Open Lookと記されることも）とは、UNIXワークステーション用グラフィカルユーザインタフェース (GUI) 仕様である。OPEN LOOKは元々、サン・マイクロシステムズとAT&Tコーポレーションにより1980年代後半に定義された。

## 歴史
OPEN LOOKはUNIXのGUI規格がほとんど存在しない時代に作成された。UNIXのグラフィカル表示のデファクトスタンダードとしてX Window Systemが浮上していたが、X Window Systemの設計者はルック・アンド・フィールのガイドラインを一切指定せず、それをアプリケーションやウィンドウマネージャの開発者任せとした。また同時期である1984年初頭にAppleのMacintoshがリリースされ、続く1985年にMicrosoft Windows 1.0やAmiga Workbenchがリリースされるなど、UNIX以外のオペレーティングシステムでGUIの利用が増えていた。
後のSVR4となるUNIXの次期メジャーリビジョンをAT&Tが計画していた当時は、UNIXが他のオペレーティングシステムとの競争力を保つためには標準となるGUI仕様が必要だと、多くの人が信じていた。当時のもう1つの懸案事項としては、知的財産権を囲い込むための法的な暴露があった。1988年3月、アップルはマイクロソフトがMacintoshのルック・アンド・フィールをコピーしたことを非難し、マイクロソフトに対して訴訟を起こした（アップル計算機対マイクロソフト株式会社参照）。
OPEN LOOKの仕様は、SVR4の開発におけるパートナー同士であったサンとAT&Tとの共同制作である。さらにゼロックスのパロアルト研究所も、GUI業界における先駆的な作業を行っただけでなく、OPEN LOOKの「設計、レビュー、実装、テスト、そして改良」にも貢献したことによりクレジットされた 。ゼロックスをそのライセンス技術も含んで巻き込んだのは、将来のあらゆる法的な縺れからの保護に役立つからと思われた。
OPEN LOOKの仕様は1988年4月に公表されたが、その翌月にはAT&Tおよびサンと競合する他社グループは対抗のためOpen Software Foundation (OSF) を組織した。OSFはOPEN LOOKに代わるものとしてMotif GUIを作成した。

## 解説

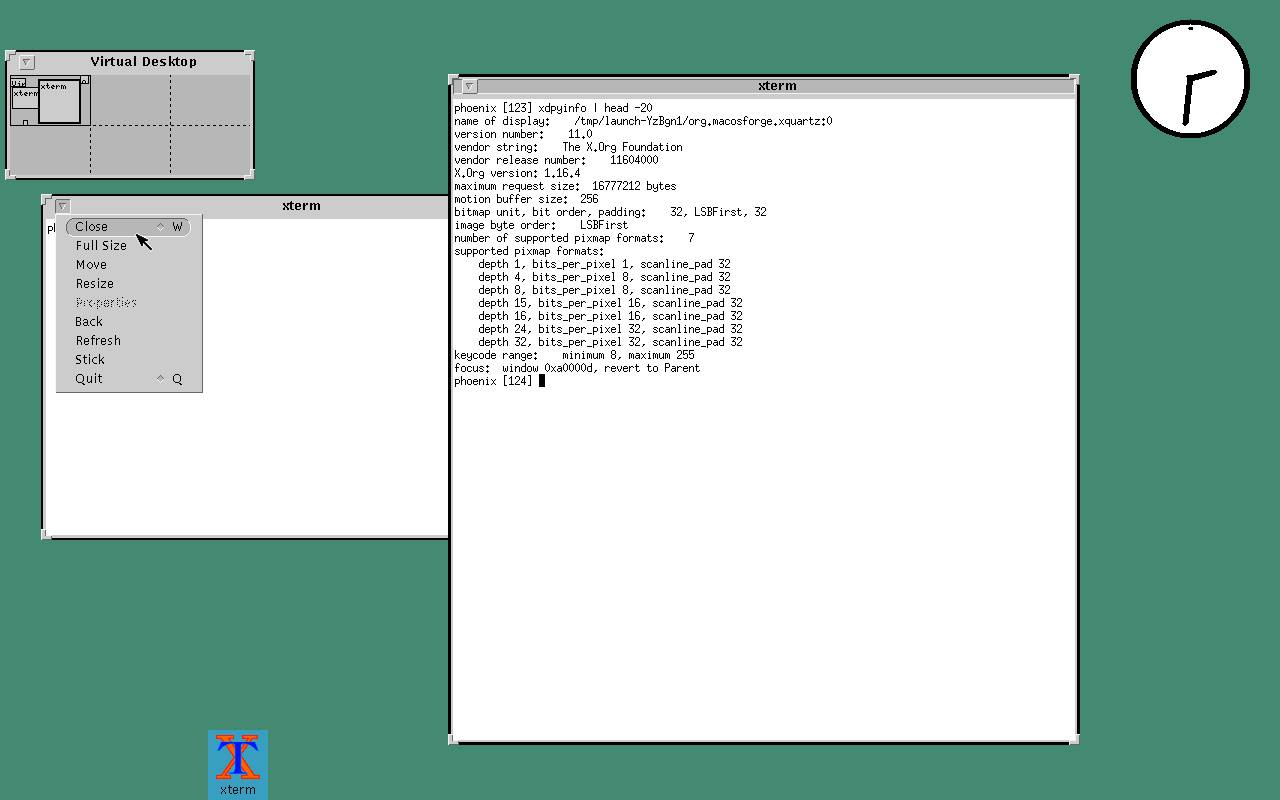
olvwmを起動中のデスクトップ、xterms、oclock、Virtual Desktopマネージャ、そしてウィンドウメニューが見える

OPEN LOOKはobroundなボタン、プルダウンな右寄せメニューを指し示す三角グリフ、そしてユーザーがダイアログボックスとパレットを表示したままにすることを可能とする "pushpins" を特徴とする。全体的な哲学は、すっきりしていて、単純で、混乱することのないインタフェースとすることであったため、ユーザーをインタフェースではなくアプリケーションへと集中させた。このため、元々のOPEN LOOKのデザインは白黒のみであったが、後にMotifの3Dスタイル効果に対抗するため、シェーディングによる「三次元」ルック・アンド・フィールが追加された。
OPEN LOOKは仕様の実装ではなくルック・アンド・フィールの定義である。このため、様々なプログラミングツールキットを利用して、さらに様々なウィンドウシステムを基盤としてOPEN LOOKを実装できる。OPEN LOOKの実装はX Window System用とサンのNeWS用の両方が作成された。
サンはOpenWindowsと呼ばれる、OPEN LOOKルック・アンド・フィールを実装したX Window Systemディストリビューションを開発した。OPEN LOOKアプリケーションをビルドする開発者はグラフィカルプログラミングライブラリとして、OPEN LOOK Intrinsics Toolkit (OLIT) とXViewの2つの中から1つを選択できた。OLITはXと共通なXtツールキット上にビルドされたが、XViewはサンによる初期のSunViewウィンドウシステム用GUIライブラリと同じプログラミングインタフェースパラダイムを利用したため、開発者はアプリケーションをSunViewからXへと比較的容易に移行できた。
The NeWS Toolkit (TNT) というツールキットも存在したが、これは名前が示唆するようにNeWSアプリケーション用OPEN LOOKを実装するためのものである。NeWSアプリケーションのサポートは1993年にOpenWindowsから削除された。
1990年、UNIX Systems Laboratories (USL) がAT&TからUNIXと共にOLITを相続した。OLIT開発の方向性がサンとUSLとでは異なっていたため、相続後まもなくOLITのコードベースは分離された。サンはOLITのルック・アンド・フィールをXViewにさらに近づけるよう強化し続けた。USLは取って付けた名前であるMoOLITを開発し（由来はMotif OPEN LOOK Intrinsics Toolkitから）、アプリケーションをGUI非依存にするためのAPI作成を試みていた。MoOLITはOLITのAPIを維持しながら、ユーザーが実行時に好みのGUIを選択できるようにした。MoOLITのソースはMJM Softwareによりライセンスされており、MJM SoftwareはMoOLITを他のUNIXプラットフォームへと移植した。AT＆Tとルーセント・テクノロジーは既存のOPEN LOOKアプリケーションをMotifのルック・アンド・フィールにしたかったため、MoOLITは数年に渡りAT＆Tとルーセント・テクノロジーがほぼ占有して利用していたが、それ以外に広く使われることはなかった。

## 終結

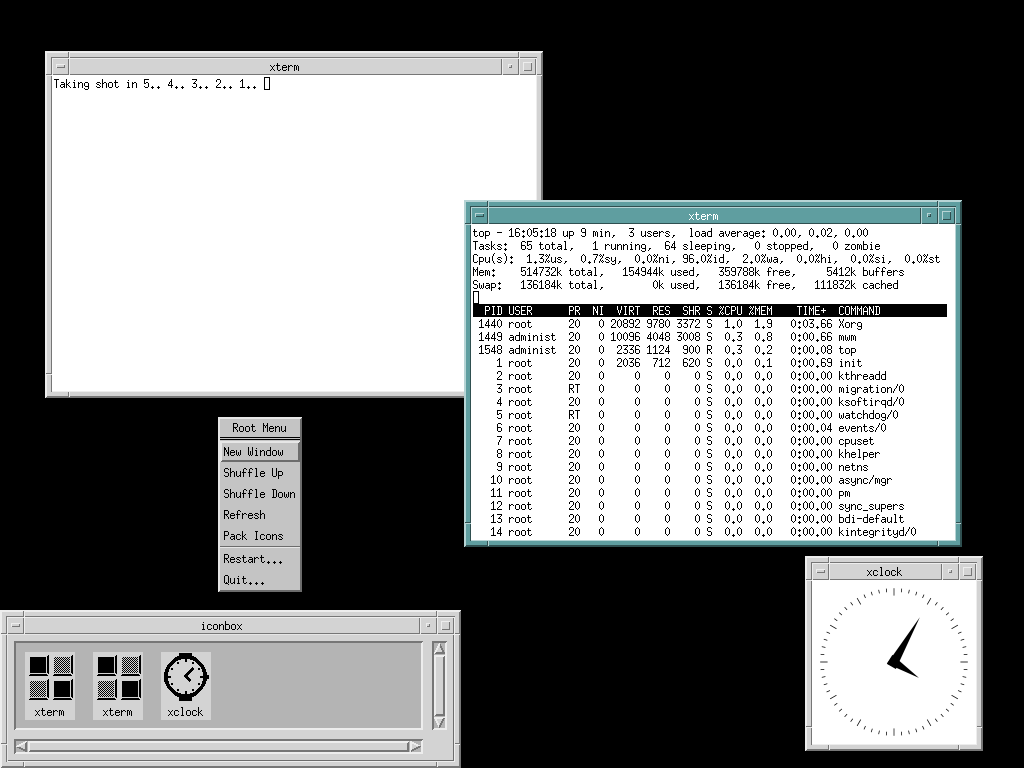
Motif Window Manager (MWM)

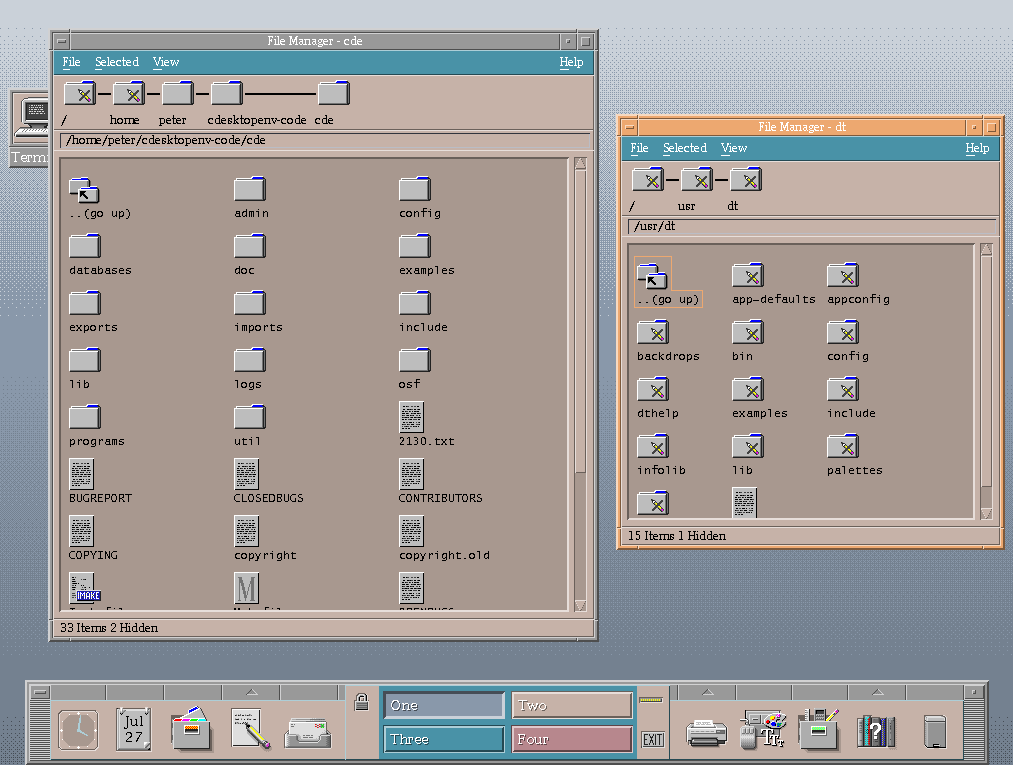
Common Desktop Environment (CDE)

1993年6月、AT&Tやサンなどの主なUNIXプレイヤー達は、マイクロソフトとの競争力をより高めるためには真の統一UNIXが必要であると決断し、新たな取り組みとしてCommon Open Software Environment (COSE) を作り上げた。COSEにより統一されたデスクトップはCommon Desktop Environment (CDE) となり、CDEのルック・アンド・フィールはMotifベースとされた。サンはMotifの速やかな提供とOpenWindowsからの撤退を行うつもりであることを公表した。OpenWindowsはサンにより作られた、OPEN LOOKルックアンドフィールの最も普及した実装であった。
サンは1995年にCDEがリリースされるまで、Motif開発者ツールキットとMWMウィンドウマネージャを、Solarisで使用するためのスタンドアローン製品として提供することから開始した。1997年まではOpenWindowsがSolarisの主要なデスクトップ環境であったが、Solaris 2.6からCDEが主要なデスクトップとなった。それ以降も依然としてOpenWindowsはSolarisに含まれたままで、CDEの代替として利用することができた。
2002年にSolaris 9がリリースされてから、ようやくXViewとOLITベースの開発サポートが削除され、同様にolwmウィンドウマネージャとDeskSetプロダクティビティツールのOPEN LOOKバージョンも削除された。Solaris 9および10では、XViewやOLITを利用して開発された既存のアプリケーションの実行や表示が行えたが、Solaris 11からネイティブアプリケーションとしてサポートされなくなった。
現在でもOPEN LOOKソフトウェアの開発を続けているプロジェクトが、少なくとも2つ存在する。"OWAcomp" はOPEN LOOKアプリケーションをコンパイルしたり、OPEN LOOK DeskSetツールの利用を未だに可能とする。"openlook" はオープンソースとしてリリースされたOpenWindowsのコードをベースとしているが、サンがオープンソースにしていないコンポーネントも追加している。